# Meromorphe Funktion
Meromorphie ist eine Eigenschaft von bestimmten komplexwertigen Funktionen, die in der Funktionentheorie (einem Teilgebiet der Mathematik) behandelt werden.
Für viele Fragestellungen der Funktionentheorie ist der Begriff der holomorphen Funktion zu speziell. Dies liegt daran, dass der Kehrwert {\displaystyle {\tfrac {1}{f}}} einer holomorphen Funktion {\displaystyle f} an einer Nullstelle von {\displaystyle f} eine Definitionslücke hat und somit {\displaystyle {\tfrac {1}{f}}} dort auch nicht komplex differenzierbar ist. Man führt daher den allgemeineren Begriff der meromorphen Funktion ein, die auch isolierte Polstellen besitzen kann.
Meromorphe Funktionen lassen sich lokal als Laurentreihen mit abbrechendem Hauptteil darstellen. Ist {\displaystyle U} ein Gebiet von {\displaystyle \mathbb {C} }, so bildet die Menge der auf {\displaystyle U} meromorphen Funktionen einen Körper.

## Definition

### Auf den komplexen Zahlen
Es sei {\displaystyle D} eine nichtleere offene Teilmenge der Menge {\displaystyle \mathbb {C} } der komplexen Zahlen und {\displaystyle P_{f}} eine weitere Teilmenge von {\displaystyle \mathbb {C} }, die nur aus isolierten Punkten besteht. Eine Funktion {\displaystyle f} heißt meromorph, wenn sie für Stellen aus {\displaystyle D\setminus P_{f}} definiert und holomorph ist und für Stellen aus {\displaystyle P_{f}} Pole hat. {\displaystyle P_{f}} wird als Polstellenmenge von {\displaystyle f} bezeichnet.

### Auf einer riemannschen Fläche
Sei {\displaystyle X} eine riemannsche Fläche und {\displaystyle Y} eine offene Teilmenge von {\displaystyle X}. Unter einer meromorphen Funktion auf {\displaystyle Y} verstehen wir eine holomorphe Funktion {\displaystyle f\colon Y'\rightarrow \mathbb {C} }, wobei {\displaystyle Y'\subset Y} eine offene Teilmenge ist, so dass die folgenden Eigenschaften gelten:
- Die Menge {\displaystyle P_{f}:=Y\setminus Y'} hat nur isolierte Punkte.
- Für jeden Punkt {\displaystyle p\in Y\setminus Y'} gilt

{\displaystyle \lim _{x\rightarrow p}|f(x)|=\infty }.
Die Punkte aus der Menge {\displaystyle Y\setminus Y'} werden Pole von {\displaystyle f} genannt. Die Menge aller meromorphen Funktionen auf {\displaystyle Y} wird mit {\displaystyle {\mathcal {M}}(Y,\mathbb {C} )} bezeichnet und bildet, falls {\displaystyle Y} zusammenhängend ist, einen Körper.
Diese Definition ist natürlich äquivalent zur Definition auf den komplexen Zahlen, falls {\displaystyle X} eine Teilmenge derer ist.

## Beispiele
- Alle holomorphen Funktionen sind auch meromorph, da ihre Polstellenmenge leer ist.
- Die Kehrwertfunktion {\displaystyle z\mapsto {\tfrac {1}{z}}} ist meromorph; ihre Polstellenmenge ist {\displaystyle \{0\}}. Allgemeiner sind alle rationalen Funktionen
{\displaystyle z\mapsto {\frac {a_{m}z^{m}+\dotsb +a_{0}}{b_{n}z^{n}+\dotsb +b_{0}}}}

meromorph. Die Polstellenmenge ist hier jeweils eine Teilmenge der Nullstellenmenge des Nennerpolynoms.
- Für jede meromorphe Funktion {\displaystyle f\neq 0} ist ihr Kehrwert {\displaystyle {\tfrac {1}{f}}} ebenfalls meromorph.

- Die Tangens- bzw. die Kotangens-Funktion ist meromorph.

- Die Funktion {\displaystyle z\mapsto e^{1/z}} ist nicht auf ganz {\displaystyle \mathbb {C} } (und auf keiner Umgebung von {\displaystyle 0}) meromorph, da {\displaystyle 0} keine Polstelle, sondern eine wesentliche Singularität dieser Funktion ist.

- Weitere Beispiele sind: Elliptische Funktionen, Gammafunktion, Hurwitzsche Zeta-Funktion, Modulformen, Riemannsche ζ-Funktion, Spezielle Funktionen.

Wichtige Sätze über meromorphe Funktionen sind: Satz von Mittag-Leffler, Residuensatz, Satz von Riemann-Roch.

## Aporomorphie
Im Gegensatz zu meromorphen Funktionen, die nur isolierte Pole aufweisen, gibt es in der komplexen Analysis keinen einheitlich etablierten Begriff für Funktionen mit wesentlichen Singularitäten. Während meromorphe Funktionen durch ihre „gutartigen“ Singularitäten charakterisiert sind, bei denen die Funktion gegen unendlich divergiert, zeigen Funktionen mit   wesentlichen Singularitäten ein weitaus komplexeres Verhalten.
Eine Funktion mit isolierten wesentlichen Singularitäten kann als aporomorph (von griechisch ἄπορος aporos „ausweglos, rätselhaft“) bezeichnet werden, wobei dieser Begriff jedoch nicht in der mathematischen Literatur etabliert ist. Diese Bezeichnung würde das unvorhersagbare und chaotische Verhalten solcher Funktionen in der Nähe ihrer Singularitäten reflektieren, wie es durch den Satz von Casorati-Weierstraß beschrieben wird.